# Matthew Hopkins
Pour les articles homonymes, voir Hopkins.
Matthew Hopkins (date de naissance inconnue, mort le 12 août 1647), était un chasseur de sorcières anglais dont la carrière a prospéré pendant la Première Révolution anglaise. Il s'auto-proclamait « Witch Finder General » (« chasseur de sorcières en chef »), bien que ce ne fut jamais un titre accordé par le Parlement d'Angleterre. Il menait des chasses aux sorcières dans les comtés de Suffolk, Essex, Norfolk et d'autres comtés de l'Est de l'Angleterre.

## Biographie
Matthew Hopkins, né à Great Wenham, Suffolk, était un expéditionnaire. On le pensait fils de James Hopkins, un ecclésiastique puritain. On pense généralement qu'il a été avocat, mais il y a bien peu de preuves qui attestent que ce fut le cas.
D'après son essai The Discovery of Witches (à ne pas confondre avec The Discovery of Witchcraft de Reginald Scot), il commença sa carrière de chasseur de sorcières quand il entendit des femmes parler de leurs rencontres avec le Diable en mars 1644 à Manningtree, une ville près de Colchester, où il vivait à cette période. Suivant l'accusation d'Hopkins, 19 sorcières présumées furent pendues, et quatre autres moururent en prison.
Hopkins parcourut ensuite l'est de l'Angleterre, prétendant, peut-être à raison, avoir été officiellement mandaté par le Parlement pour trouver et poursuivre les sorcières. Sa carrière de chasseur de sorcières s'est étendue de 1645 à 1647.
Puisque la torture était, en pratique, illégale en Angleterre, il se mit à utiliser diverses méthodes pour extirper des confessions de certaines de ses victimes. Il les privait de sommeil, une torture sans effusion de sang. Il les plongeait liées dans l'eau, pour voir si les accusées flottaient ou coulaient, d'après la théorie que l'eau rejetterait les sorcières de façon surnaturelle, puisqu'elles ont renoncé au baptême.
Il employait également des « piqueurs de sorcières » qui enfonçaient des aiguilles et des couteaux à la recherche des marques du diable, supposées insensibles à la douleur, et dépourvues de sang.
Hopkins et son associé John Stearne, accompagnés d'assistantes féminines, étaient bien payés pour leur besogne, gagnant 20 livres pour une visite à Stowmarket, Suffolk, ce qui était alors plus qu'un an de salaire pour la plupart des gens.
La satire de Samuel Butler, Hudibras, est une critique des activités de Hopkins :
Has not this present Parliament

A Lieger to the Devil sent,

Fully impowr'd to treat about

Finding revolted witches out

And has not he, within a year,

Hang'd threescore of 'em in one shire?

Some only for not being drown'd,

And some for sitting above ground,

Whole days and nights, upon their breeches,

And feeling pain, were hang'd for witches.

And some for putting knavish tricks

Upon green geese and turky-chicks?

And pigs, that suddenly deceast

Of griefs unnat'ral, as he guest;

Who after prov'd himself a witch

And made a rod for his own breech.
Traduction : "Ce Parlement n'a-t-il pas envoyé un légat du Diable, parfaitement habilité à dénicher des sorcières rebelles, et n'en a-t-il pas pendu une soixantaine en un comté  ?
Certaines, pour ne pas s'être noyées, d'autres, pour être restées sur leurs pattes des jours et des nuits, en souffrance, ont été pendues comme sorcières.
Et d'autres encore pour des tours de passe-passe sur des oies vertes et des poules étranges ?
Et des cochons qui sont morts soudainement, de douleurs surnaturelles, comme il a cru.
Qui, après s'être vu accusé lui-même de sorcellerie, a fait une corde pour sa propre pendaison."
La dernière ligne se réfère à une tradition disant que des villageois mécontents attrapèrent Hopkins pour le mettre au test de l'eau. Ayant flotté, il fut suspecté de sorcellerie, et pendu, mais aucune preuve ne peut attester de la véracité de cette histoire.
Les historiens, pour leur part, pensent qu'Hopkins mourut en fait de maladie (probablement la tuberculose) chez lui. Les archives de la paroisse de Manningtree, en Essex, notent son enterrement en août 1647.

## Dans la culture populaire
Matthew Hopkins a été immortalisé dans diverses chansons, livres et films :
- Witchfinder General, un roman de Ronald Bassett publié en 1966.
- Le Grand Inquisiteur, un film de 1968 basé sur le roman de Bassett, avec Vincent Price jouant Matthew Hopkins.
- Witchfinder General, un groupe de heavy metal britannique
- Witchfinder General, une chanson du groupe Witchfinder General de l'album Death Penalty (1982)
- Matthew Hopkins est mentionné comme étant un ancêtre lointain de Pamela Chamcha (née Lovelace) dans le roman de Salman Rushdie Les Versets sataniques.
- Hopkins (The Witchfinder General), une chanson du groupe britannique de doom metal Cathedral de l'album The Carnival Bizarre (1995)
- I, The Witchfinder, une chanson d'un autre groupe de doom metal, Electric Wizard, de l'album Dopethrone (2000), bien que ce soit une référence au film de 1971 La Marque du diable.
- Witchfinder General une chanson du groupe de heavy metal Saxon.
- Witchsmeller Pursuivant, un personnage de sitcom britannique, Blackadder.
- The Devil on the Road, un roman de 1978 écrit par Robert Westall, l'histoire d'un jeune homme qui se retrouve au XVIIe siècle pour combattre Hopkins et sauver une femme accusée de sorcellerie.
- Dans De bons présages, un roman de 1990 écrit par Terry Pratchett et Neil Gaiman, Matthew Hopkins et son rôle de général chasseur de sorcières sont brièvement mentionnés pendant la description de l'armée des chasseurs de sorcières, un groupe dans le roman.
- Il est un personnage important dans l'histoire de la Quatrième Pseudo-Singularité "Salem" dans le jeu mobile Fate/Grand Order, où il endosse son rôle de chasseur et juge de sorcières.